# Contarinia umbellatarum
Contarinia umbellatarum är en tvåvingeart som beskrevs av Rubsaamen 1910. Contarinia umbellatarum ingår i släktet Contarinia och familjen gallmyggor. Inga underarter finns listade i Catalogue of Life.